# Lake Micmac
Lake Micmac är en sjö i Kanada.   Den ligger i provinsen Nova Scotia, i den sydöstra delen av landet, 1 000 km öster om huvudstaden Ottawa. Lake Micmac ligger 19 meter över havet. Arean är 92 kvadratkilometer. Den sträcker sig 2,8 kilometer i nord-sydlig riktning, och 1,7 kilometer i öst-västlig riktning.
Följande samhällen ligger vid Lake Micmac:
- Dartmouth (101 343 invånare)

Runt Lake Micmac är det i huvudsak tätbebyggt. Runt Lake Micmac är det mycket tätbefolkat, med 1 056 invånare per kvadratkilometer.